# The Way of War
The Way of War (2009) (Conspiración militar en España) es una película de acción estadounidense dirigida por John Carter. El rodaje se hizo principalmente en Baton Rouge, Louisiana.

## Argumento
David Wolfe trabaja para los servicios secretos estadounidenses y su próxima misión es la de matar a un peligroso terrorista en Oriente Medio. Pero pronto descubre una conspiración del gobierno, que involucra a los altos mandos de la administración.
Thriller de acción que fue a parar directamente al mercado del DVD. En él los líderes de los países planean aumentar la violencia para que la gente esté aterrorizada y les ceda el poder absoluto. Se trata del segundo trabajo del director John Carter y el escritor Scott Schafer, tras su ópera prima Fatwa, también enmarcada en el género del suspense. En esta ocasión, ambos pudieron contar con una estrella de Hollywood en horas bajas, un Cuba Gooding Jr. que ya veía de lejos el Óscar conseguido por Jerry Maguire en 1997. Y es que, tras este, solo Mejor... imposible tuvo una buena acogida de crítica y público. Quizás por ello, terminó la primera década del siglo XXI, liderando este tipo de productos de serie B.

## Reparto
- Cuba Gooding, Jr. como David Wolfe
- J. K. Simmons como el Sargento Mitchell.
- Clarence Williams III como Mac.
- Vernel Bagneris como Samir.
- Lance Reddick como El hombre de negro.
- John Terry como el Secretario de Defensa.
- Jaclyn DeSantis como Sophia, la esposa de David.

- Datos: Q82098